# Sennapeulenthee
Sennapeulenthee is een kruidenthee die bekendstaat om zijn laxerende werking. Voor de thee worden de peulen of de bladeren van de Senna alexandrina gebruikt.
Een van de bijwerkingen die kan voorkomen is milde tot erge buikpijn en buikkrampen. Het gebruik van sennapeulenthee langer dan 6 dagen wordt afgeraden omdat het tot leverschade kan leiden. Ook wordt aan zwangere vrouwen het gebruik van deze thee ontraden.